# Basaltsteinbrüche Hühnerberg und Eudenberg / Tongrube Eudenbach
Basaltsteinbrüche Hühnerberg und Eudenberg / Tongrube Eudenbach este o arie protejată (arie specială de conservare — SAC, sit de importanță comunitară — SCI) din Germania întinsă pe o suprafață de 144,32 ha, integral pe uscat.

## Localizare
Centrul sitului Basaltsteinbrüche Hühnerberg und Eudenberg / Tongrube Eudenbach este situat la coordonatele 50°41′57″N 7°20′57″E / 50.6992°N 7.3492°E.

## Înființare
Situl Basaltsteinbrüche Hühnerberg und Eudenberg / Tongrube Eudenbach a fost declarat sit de importanță comunitară în martie 2001 pentru a proteja 1 specie de animale. Situl a fost protejat și ca arie specială de conservare în mai 2008.

## Biodiversitate
Situată în ecoregiunea continentală, aria protejată conține 2 habitate naturale: Fânețe de joasă altitudine (Alopecurus pratensis, Sanguisorba officinalis), Păduri de fag Asperulo-Fagetum.
La baza desemnării sitului se află mai multe specii protejate de  amfibieni (1): triton cu creastă (Triturus cristatus)
Pe lângă speciile protejate, pe teritoriul sitului au mai fost identificate 1 specie de amfibieni, 1 specie de reptile.